# Vallée du Salagou

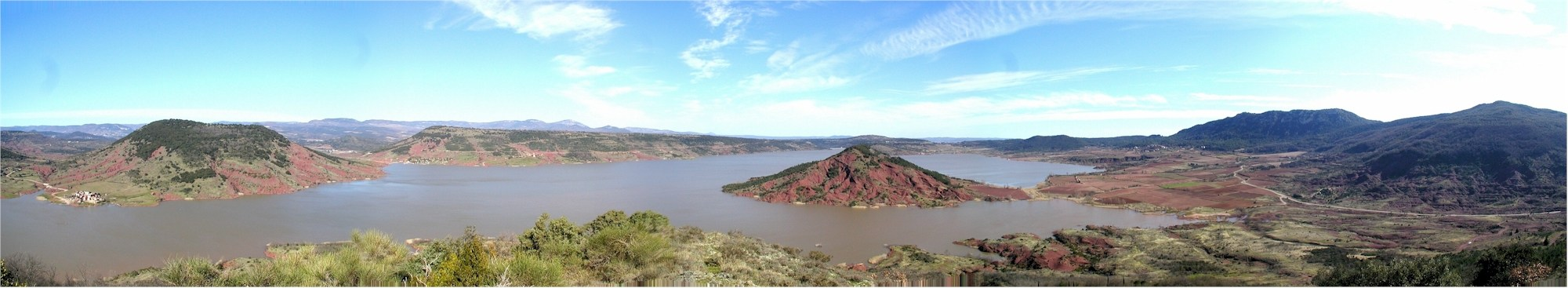
Panoramique sur le lac du Salagou.

La Vallée du Salagou et le cirque de Mourèze, dans le département de l'Hérault, est un site naturel géologique auquel, en 1969, un lac a été ajouté par la construction d'un barrage. Présentant une grande diversité minérale (ruffe, basalte, dolomie) ou le rouge domine, et un écosystème préservé abritant une grande biodiversité, la zone est classée en 2003 Natura 2000 avec une superficie de 9 000 hectares. Plus récemment, le site est inscrit au programme du Réseau des grands sites de France.

## Géologie

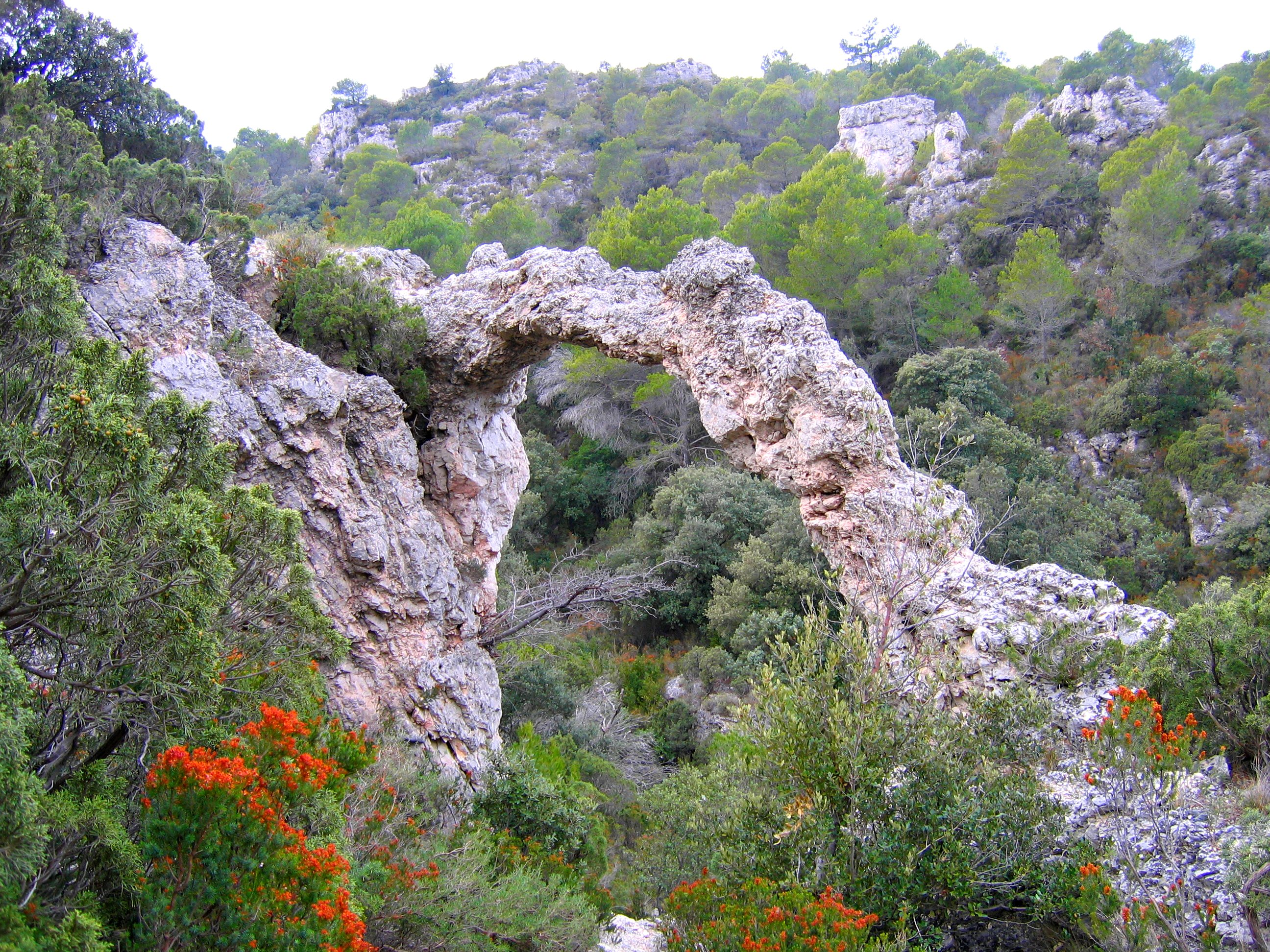
Une curiosité géologique en dolomie dans le cirque de Mourèze.